# Elecciones legislativas de Francia de 2024
Las elecciones legislativas de Francia de 2024 se realizaron en dos vueltas. La primera vuelta tuvo lugar el domingo 30 de junio, y la segunda se realizó una semana después, el domingo 7 de julio. En dichos comicios se votó para elegir a los 577 miembros de la decimoséptima Asamblea Nacional de la Quinta República Francesa. El proceso electoral fue convocado de manera anticipada por el presidente Emmanuel Macron a raíz de los malos resultados que este obtuvo en las pasadas elecciones al Parlamento Europeo. Estas elecciones legislativas finalmente dieron como resultado la victoria de la coalición de izquierda Nuevo Frente Popular en la segunda vuelta; un resultado cosechado, en parte, a las alianzas que dicha coalición realizó con Ensemble, la agrupación de Macron; ambas coaliciones acordaron retirar de la segunda vuelta a candidatos suyos en numerosos distritos electorales donde la división de votos entre ambas coaliciones hubiera dado como ganador a los candidatos de Marine Le Pen. Agrupación Nacional, de Le Pen, no retiró a ningún candidato suyo en ningún distrito en la segunda vuelta; esto explica que haya quedado tercero en el número de escaños a pesar de que a nivel individual fue la formación política con más votos con el 37%. Para evitar la realización de una segunda vuelta en un distrito electoral, un candidato debe ganar en la primera vuelta con más del 50% de los votos en dicho distrito. Para clasificar a una segunda vuelta, un candidato debe tener mínimo 12,5% de los votos en la primera vuelta; en la mayoría de los distritos, suelen clasificar 3 o 4 candidatos, en esos casos no se exige tener más del 50% de los votos para ganar el distrito electoral. En estas elecciones, solo en 76 de los 577 distritos electorales hubo un candidato que obtuvo más del 50% de los votos en la primera vuelta realizada el 30 de junio, es decir que en 501 distritos se debió realizar una segunda vuelta el 7 de julio.

## Antecedentes
Después de las elecciones legislativas de 2022, Ensemble perdió su mayoría absoluta en la Asamblea Nacional. Entre los partidos miembros de la coalición estaba el partido del presidente Emmanuel Macron, Renaissance (anteriormente La République En Marche!). Por primera vez desde 1997, el presidente en ejercicio no logró una mayoría absoluta en la Asamblea Nacional. Mientras tanto, los dos principales bloques de la oposición, la izquierdista Nueva Unión Popular Ecológica y Social (NUPES) y la ultraderechista Agrupación Nacional (RN), vieron un gran aumento en los escaños ganados. A pesar de eso, ningún grupo ganó la mayoría absoluta, lo que resultó en un parlamento colgado por primera vez desde 1988.
El 9 de junio de 2024, poco después de las 21:00 CET, Emmanuel Macron disolvió el parlamento y pidió elecciones parlamentarias anticipadas en un discurso nacional después de las encuestas a pie de urna que indicaban que su partido se vería eclipsado significativamente por la Agrupación Nacional en las elecciones al Parlamento Europeo de Francia. En su discurso, calificó el aumento del nacionalismo por parte de los agitadores como una amenaza para Francia, Europa y el lugar de Francia en el mundo. También calificó a la extrema derecha como el "empobrecimiento del pueblo francés y la caída de nuestro país". La primera ronda de elecciones está programada para el 30 de junio y una segunda ronda para el 7 de julio.
El líder de la Agrupación Nacional, Jordan Bardella, calificó la convocatoria como una "desación apunzante" de Macron. Marine Le Pen y el líder de La France Insoumise, Jean-Luc Mélenchon, celebraron los resultados de las elecciones y dieron la bienvenida a la convocatoria de elecciones anticipadas. El político de la extrema izquierda François Ruffin pidió a todos los partidos de izquierda, incluidos los Verdes, que formaran un "Frente Popular" para evitar un resultado "peor".
Los sondeos de opinión previos a las elecciones sugerían que la alta participación y el nivel de tripolarización del electorado entre Renacimiento, el Nuevo Frente Popular y la Agrupación Nacional podrían conducir a un número sin precedentes de segunda vuelta a tres bandas en la segunda vuelta de las elecciones. Los analistas también señalaron que la consolidación del electorado detrás de estas tres principales fuerzas políticas también podría resultar en un bloqueo institucional total después de las elecciones en caso de que ningún bloque tenga los votos para asegurar el apoyo de una mayoría absoluta de la Asamblea Nacional lo que podría obligar a Macron a convocar unas segundas elecciones anticipadas tan pronto como un año después de las elecciones de 2024.

## Sistema electoral
Los 577 miembros de la Asamblea Nacional, conocidos como diputados, son elegidos por cinco años por un sistema de balotaje en circunscripciones uninominales. Un candidato que recibe una mayoría absoluta de votos válidos y un voto total superior al 25 % del electorado registrado es elegido en la primera ronda. Si ningún candidato alcanza este umbral, se celebra una segunda vuelta electoral entre los dos candidatos principales más cualquier otro candidato que haya recibido un total de votos superior al 12,5 % de los votantes registrados. El candidato que recibe la mayor cantidad de votos en la segunda vuelta es elegido.
Una consecuencia del umbral del 12,5% fue la posibilidad de que se celebraran elecciones de segunda vuelta con tres candidatos, también denominadas triangulaires [fr], en un mayor número de distritos electorales en caso de que hubiera una mayor participación y un menor número de candidatos, como se preveía que sería el caso en 2024 en relación con las elecciones legislativas anteriores. Esa dinámica reforzó la probabilidad de que una mayor participación se convirtiera en una ventaja para el Agrupación Nacional, que recibió una clara pluralidad de votos en las elecciones previas a la primera vuelta y, como resultado, se esperaba que ganara una mayor proporción de escaños debido al mayor número de elecciones de tres candidatos en la segunda vuelta, sin tener en cuenta la posibilidad de que los candidatos se retiraran.
Las encuestas preelectorales indicaban que las elecciones legislativas de 2024 contarían con el mayor nivel de participación en décadas, con un electorado excepcionalmente tripolarizado; las estimaciones preelectorales del número potencial de carreras a tres bandas también estaban en niveles sin precedentes y, en última instancia, 306 distritos electorales se dirigieron a segundas vueltas a tres bandas y entre 5 y 4 bandas, con 89 segundas vueltas a tres bandas y 2 segundas vueltas a 4 bandas restantes después de las retiradas de candidatos anunciadas antes de la fecha límite de inscripción para la segunda vuelta. Esta fue la primera vez desde 1973 que las segundas vueltas a cuatro bandas, también conocidas como quadrangulaires, fueron necesarias en cualquier elección legislativa francesa.

## Campaña electoral
Las elecciones se llevaron a cabo los días 30 de junio y 7 de julio en la Francia continental, mientras que en los territorios de ultramar (como San Pedro y Miquelón, San Bartolomé, San Martín, Guadalupe, Martinica, Guayana Francesa, Polinesia Francesa) y en las embajadas y consulados en América se realizaron un día antes. Los centros de votación abrieron desde las 8:00 hasta las 18:00, aunque algunos extendieron su horario hasta las 20:00 (en las ciudades más grandes y pobladas). Desde la medianoche del día previo a cada elección (29 de junio y 6 de julio) hasta el cierre de los centros de votación, se prohibieron las entrevistas, programas de candidatos, campañas y encuestas en los medios.
Los candidatos pudieron inscribirse para la primera vuelta del 12 al 16 de junio, y para la segunda vuelta el 2 de julio. La campaña oficial, que debía seguir las normas audiovisuales y electorales, comenzó el 17 de junio.
Para los votantes inscritos en las listas consulares, la votación en línea estuvo disponible para las circunscripciones de franceses en el extranjero del 25 de junio al 27 de junio para la primera vuelta, y del 3 de julio al 4 de julio para la segunda vuelta. El alto tráfico en el sitio web de votación el 25 de junio causó problemas de acceso. El Ministerio de Asuntos Exteriores informó el 27 de junio que se recibieron 410,000 votos en línea, superando los 250,000 de 2022.
El tiempo extremadamente corto para preparar las elecciones planteó desafíos logísticos importantes, especialmente en la Francia de ultramar, debido a que los municipios debían cubrir los costos de organizar las elecciones por sí mismos, además de la necesidad de reclutar y capacitar voluntarios para operar los centros de votación en un tiempo relativamente corto. En un comunicado de prensa, la Asociación de Alcaldes de Francia [fr] afirmó que muchos alcaldes seguían preocupados "por la capacidad de sus comunas para organizar estas dos elecciones en condiciones satisfactorias". Si bien la compensación monetaria para los asesores suele estar prohibida, algunas comunas optaron por ignorar el código electoral dado que se otorgaron excepciones a las comunas en circunstancias igualmente excepcionales en el pasado. Además, el momento de la elección hizo imposible que los candidatos y los partidos presentaran suficientes representantes en los centros de votación, y solo una décima parte de los requeridos habían sido nominados en Niza. Si bien estas cuestiones normalmente podrían ser razón suficiente para que el Consejo Constitucional anule los resultados electorales en distritos electorales específicos, los académicos legales consideraron que esta posibilidad era poco probable dada la falta de tiempo para que los funcionarios se prepararan para las elecciones.|1

### Manifestaciones
El 9 de junio de 2024, tras los resultados de los comicios europeos, surgieron protestas. En la Place de la République de París, cientos de personas se congregaron en contra del triunfo del RN, exigiendo una "coalición de izquierda" para las próximas elecciones legislativas. En Lille, decenas de manifestantes corearon contra Jordan Bardella. Diversos sindicatos, colectivos estudiantiles, organizaciones de derechos humanos y partidos políticos promovieron manifestaciones para rechazar las políticas antiinmigratorias y euroescépticas de Agrupación Nacional. Entre los partidos que convocaron las movilizaciones estaban el Partido Socialista, el Partido Comunista, Los Ecologistas y La Francia Insumisa. También hubo participación de diferentes sindicatos de trabajadores para impedir la victoria de la "ultraderecha" francesa liderada por Le Pen y su partido Agrupación Nacional.
El 18 de junio, la CGT llamó a los votantes a apoyar la alianza de centroizquierda Nuevo Frente Popular, lo que marcó la primera vez que emitía instrucciones de votación específicas para un candidato o partido específico.

### Partidos y coaliciones

#### Nuevo Frente Popular

Mapa de distritos electorales según la afiliación partidaria principal de los candidatos del Nuevo Frente Popular

El político de izquierdas François Ruffin hizo un llamamiento a todos los partidos de izquierda, incluidos Los Ecologistas (LE), a formar un "frente popular" para evitar el "peor" resultado. Los llamamientos a la unidad también fueron compartidos por el líder del Partido Socialista (PS) Olivier Faure, la líder del LE Marine Tondelier y el líder del Partido Comunista Francés (PCF) Fabien Roussel. Una carta de 350 intelectuales (entre ellos Esther Duflo y Annie Ernaux) pidiendo una unión de las fuerzas de izquierda fue publicada en Le Monde el 10 de junio. El Nuevo Frente Popular se estableció el mismo día, reuniendo a La France Insoumise (LFI), el PS, LE, el PCF, Place Publique y varias otras fuerzas políticas. 

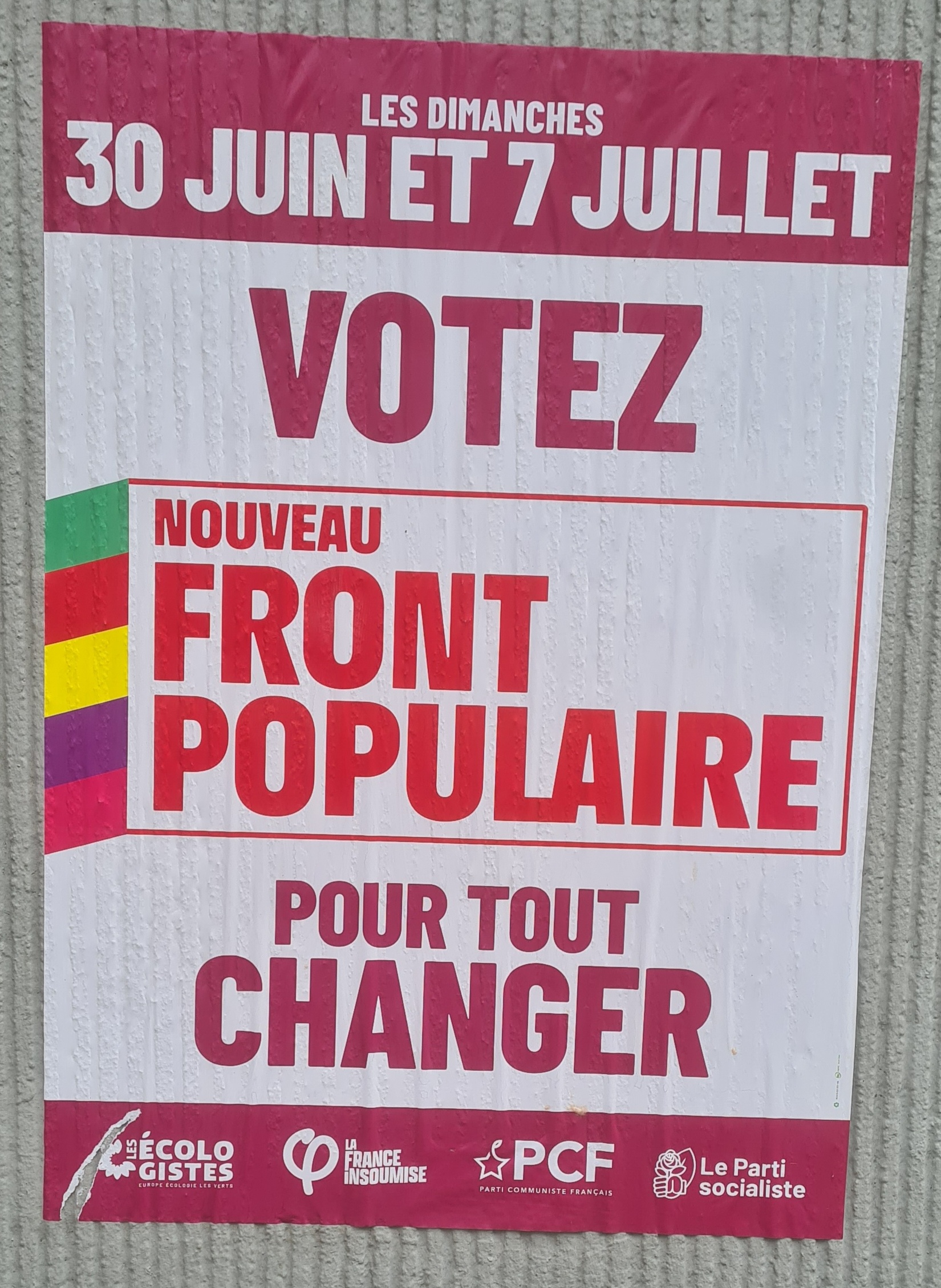
Nuevo cartel de campaña del Frente Popular

El 13 de junio, el LFI, el PS, el LE y el PCF llegaron a un acuerdo sobre cómo asignar 546 distritos electorales (incluyendo Francia metropolitana y votantes franceses residentes en el extranjero) entre candidatos de su elección, obteniendo 229, 175, 92 y 50 distritos electorales, respectivamente, con estos escaños divididos entre ellos y fuerzas aliadas. Después de la protesta de otros miembros de la alianza, Adrien Quatennens, previamente condenado por violencia doméstica, retiró su candidatura en el primer distrito electoral de Nord el 16 de junio. Varios diputados titulares del LFI críticos del líder Mélenchon - Alexis Corbière, Raquel Garrido, Hendrik Davi y Danielle Simonnet - no fueron nominados nuevamente en sus distritos electorales bajo la bandera del Nuevo Frente Popular, una decisión criticada tanto por sus partidarios como por otros líderes del partido dentro de la alianza. Sin embargo, los cuatro candidatos mantuvieron sus candidaturas contra los oponentes del LFI en sus distritos electorales. Frédéric Mathieu, otro crítico de Mélenchon dentro del LFI, tampoco fue nominado nuevamente y optó por no presentarse a la reelección.
La coalición dio a conocer su plataforma de campaña el 14 de junio, que incluía la revocación de las reformas de Macron en materia de pensiones, desempleo, educación, inmigración, policía, renta mínima garantizada y servicio nacional universal, así como sus recortes a la financiación de viviendas de bajos ingresos y su fusión de organizaciones francesas de seguridad nuclear; reducir la edad de jubilación a 60 años a largo plazo; implementar congelamientos de precios en alimentos esenciales, energía y gas; aumentar el salario mínimo a 1.600 euros al mes (lo que representa un aumento del 14%) y una asistencia de vivienda personalizada del 10%; avanzar hacia una semana laboral de 32 horas para trabajos arduos o de turnos nocturnos; condicionar el apoyo del gobierno a las empresas al cumplimiento de regulaciones ambientales, sociales y antidiscriminatorias; reservar a los trabajadores un tercio de los puestos en las juntas directivas; aumentar los impuestos a las transacciones financieras; prohibir la financiación bancaria a los combustibles fósiles; nacionalizar el control sobre el agua; reformar el impuesto generalizado sobre las contribuciones sociales y los impuestos a las herencias (limitando este último), así como casi triplicar el número de tramos del impuesto a la renta de 5 a 14, para hacerlos más progresivos; restablecer un impuesto solidario sobre la riqueza "con un componente climático"; promulgar un impuesto de salida sobre los fondos retirados del país; cobrar un impuesto por millas recorridas por vehículos a las importaciones; garantizar un precio mínimo para los productos agrícolas; cancelar el Acuerdo Integral de Economía y Comercial y cualquier tratado de libre comercio futuro; y prohibir las importaciones de productos agrícolas que no cumplan con los estándares sociales y ambientales nacionales.
Otras propuestas clave del NFP incluían mejorar la imagen y los salarios de la atención sanitaria pública, la educación, la justicia y los empleos gubernamentales; fortalecer el sector industrial en áreas estratégicas clave; establecer el derecho a la licencia menstrual; prohibir nuevos proyectos de carreteras importantes; ilegalizar la ganadería intensiva y el uso de todos los PFAS, neonicotinoides y glifosato; reexaminar la Política Agrícola Común; proporcionar financiación gubernamental parcial o total para el aislamiento de las viviendas; crear fuentes de agua, duchas y baños públicos gratuitos; construir 200.000 nuevas unidades de vivienda pública por año; exigir el control obligatorio de los alquileres en las zonas de alquileres altos; introducir la representación proporcional; eliminar el artículo 49.3 de la constitución; prohibir el uso de bolas explosivas por parte de la policía antidisturbios; seguir suministrando armas para defender a Ucrania; reconocer el Estado de Palestina junto con Israel; y exigir el cumplimiento de la orden de la Corte Internacional de Justicia (CIJ) contra Israel y el cese del apoyo al gobierno de BenjamÍn Netanyahu. 

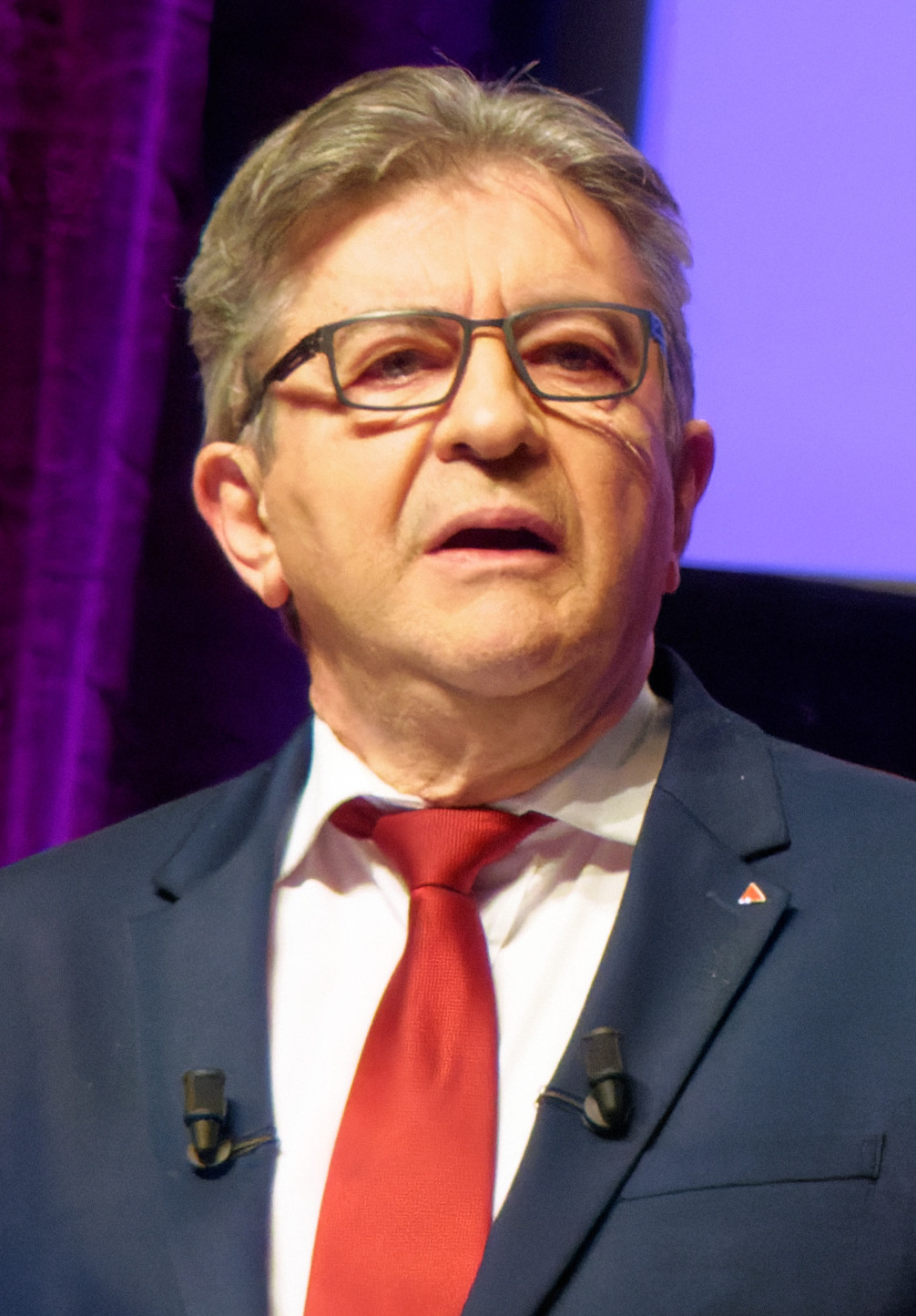
Jean-Luc Mélenchon en 2022

Los opositores del Nuevo Frente Popular explotaron la incertidumbre sobre quién sería nombrado primer ministro en caso de victoria de la izquierda, advirtiendo de la amenaza del nombramiento de Jean-Luc Mélenchon dada su negativa a recusarse del cargo; aunque el 22 de junio dijo que estaría dispuesto a ser nombrado primer ministro, afirmó que "no se impondría", incluso cuando han circulado los nombres de numerosos otros posibles designados. Otras figuras de la izquierda, aunque reticentes a abordar la cuestión de quién creen que debería ser primer ministro, se sorprendieron por sus comentarios: el expresidente François Hollande, que se presenta en el primer distrito electoral de Corrèze, opinó que Mélenchon debería "mantener la boca cerrada", el ex primer ministro Lionel Jospin dijo que estaba escuchando "en casi todas partes, y particularmente de los votantes de izquierda" que "Jean-Luc Mélenchon no es la solución", Fabien Roussel publicó una declaración diciendo que "la nominación de Mélenchon para el puesto de primer ministro, [especulaciones sobre las que] él mismo está alimentando, nunca ha sido objeto de un acuerdo entre las fuerzas del Frente Popular", Marine Tondelier, entrevistada en LCI sobre los comentarios de Mélenchon, pintó un retrato genérico de los atributos del primer ministro ideal, terminando con "y por último, alguien que une". En una encuesta preelectoral de Elabe, solo el 16% de los encuestados, incluido solo el 49% de los partidarios de Mélenchon, dijo que Mélenchon no era la solución. Los votantes de 2022, el 24% de los partidarios de los partidos verdes y el 17% de los partidarios del Partido Socialista, indicaron que apoyarían su nombramiento como primer ministro, en comparación con el 83% que se opone a la idea.
El 24 de junio estallaron las luchas internas, que comenzaron por la mañana con los comentarios del líder del PCF, Fabien Roussel: "Le digo esto a Jean-Luc Mélenchon: nadie puede proclamarse primer ministro", a lo que añadió que el Nuevo Frente Popular necesitaba "la personalidad más unificadora" para dirigirlos en la Asamblea Nacional entrante que, según él, claramente no sería Mélenchon, comentarios que también compartió Faure. A esos comentarios siguió la declaración de Tondelier de que Mélenchon no sería primer ministro y que cualquier primer ministro tendría que ser elegido por consenso entre las fuerzas del Nuevo Frente Popular, pero fue reprendida casi inmediatamente por el coordinador nacional del LFI, Manuel Bompard, quien argumentó que "nadie puede decidir excluir" a Mélenchon. En entrevistas vespertinas consecutivas en France 2, el cofundador de Place Publique y eurodiputado Raphaël Glucksmann, se hizo eco de los comentarios de Tondelier al declarar definitivamente que "Mélenchon no será primer ministro", incluso cuando Mélenchon le dijo a Hollande que "se callara" en respuesta a sus comentarios del día anterior, se quejó de que la especulación se debía a los "celos" de otros en la izquierda y lamentó el hecho de que tuvo que ceder 100 distritos electorales adicionales a los candidatos del PS en comparación con la Nueva Unión Popular Ecológica y Social (NUPES) en 2022 porque la lista de Glucksmann superó a la lista del LFI en las elecciones europeas anteriores. Entrevistado el 26 de junio, Faure dijo que Mélenchon no sería primer ministro, y este último reprendió las "mezquinas" disputas de sus socios de la alianza y reafirmó que cualquier decisión sobre quién se convertiría en primer ministro solo se tomaría después de las elecciones, pero no cerró la puerta a la posibilidad de que él buscara el puesto, diciendo que "hay quienes no me quieren y otros a quienes sí". El 1 de julio, la diputada del LFI Sophia Chikirou declaró que "será Mélenchon en Matignon, u otro" miembro del LFI si constituyen una mayoría de funcionarios electos de centroizquierda, debido a su sensación de que otros miembros de la alianza estaban en deuda con ellos.

#### Ensemble

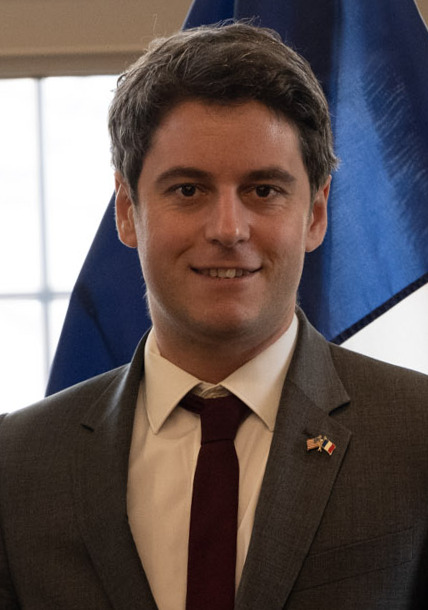
Gabriel Attal en 2023

La coalición Ensemble formada por Renacimiento, el Movimiento Demócrata (MoDem), Horizontes, la Unión de los Demócratas e Independientes (UDI) y el Partido Radical se renovó después de rápidas negociaciones poco después del anuncio de la disolución.
Poco después de que se convocaran las elecciones anticipadas, el secretario general de Renacimiento, Stéphane Séjourné, anunció que la mayoría presidencial presentaría candidatos contra "otros candidatos republicanos" con la esperanza de dividir a su oposición, y Clément Beaune naturalmente excluyó a La France Insoumise (LFI) y a la Agrupación Nacional (RN) de esa definición. La alianza finalmente decidió no presentar candidatos en 67 distritos electorales, muchos de los cuales estaban representados por titulares de Los Republicanos (LR) y varios otros del Partido Socialista (PS), así como miembros del grupo Libertades, Independientes, Ultramar y Territorios (LIOT) en la Asamblea Nacional. El 12 de junio, Emmanuel Macron dijo que había convocado las elecciones para evitar una victoria de la extrema derecha en las elecciones presidenciales de 2027. Criticó a Los Republicanos por su posible alianza con la RN, así como con el Nuevo Frente Popular (NFP), e instó a todos los partidos "capaces de decir no a los extremos" a unirse.
En una carta abierta publicada el 23 de junio, Macron escribió que esperaba que "el futuro gobierno [reúna] a republicanos de diversas sensibilidades que sean conocidos por su coraje para oponerse a los extremos", en reconocimiento de la posibilidad de una coalición poselectoral. Además, en respuesta a las especulaciones sobre su posible dimisión, afirmó que seguiría siendo presidente hasta mayo de 2027. La mayoría de los expertos constitucionales (pero no todos) rechazaron la posibilidad de que Macron dimitiera para evitar un posible estancamiento legislativo en caso de un resultado electoral poco claro (con elecciones legislativas prohibidas dentro de un año de la anterior), considerando que el artículo 6 de la constitución prohíbe explícitamente a los presidentes ejercer más de dos mandatos consecutivos, y tal escenario implicaría que buscara un tercero dado que su mandato actual se consideraría terminado después de tal dimisión.
El 20 de junio, el primer ministro Gabriel Attal se comprometió a reducir las facturas de electricidad y los impuestos de sucesiones, vincular las pensiones a la inflación y proporcionar ayuda a los compradores de propiedades por primera vez. Otras propuestas que presentó incluyeron aumentar la bonificación por compartir el valor hasta en 10.000 euros al año, construir 14 nuevos reactores nucleares, prohibir el acceso a las redes sociales a los menores de 15 años, reducir a la mitad el uso de pesticidas para 2030 y duplicar el presupuesto del ejército para 2030. Haciéndose eco de las propuestas de la RN en respuesta a una serie de violencia juvenil, Attal también anunció que buscaría abolir la edad como circunstancia atenuante para las sanciones legales por defecto, lo que significa que los jueces acusarían a los niños infractores de la ley como adultos a menos que proporcionaran explicaciones de por qué se debería conceder una excepción. Al mismo tiempo, atacó el programa de "división, odio y estigmatización" del RN, y dijo que el retroceso del RN en varias políticas económicas mostraba que "no estaban listos para gobernar". Macron también criticó el "racismo desinhibido o antisemitismo" de la campaña en respuesta al diputado del RN Roger Chudeau diciendo que su compañera exmiembro del gabinete Najat Vallaud-Belkacem no debería haber podido servir debido a su doble nacionalidad.
Macron y sus aliados, que ocupaban el tercer puesto a nivel nacional detrás del NFP y el RN en las encuestas preelectorales, decidieron centrar sus ataques en el programa del Nuevo Frente Popular antes de la primera vuelta y evitar en su mayoría la confrontación directa contra el RN hasta la segunda vuelta. Attal afirmó que la propuesta del NFP de aumentar el salario mínimo en un 14,3% a 1.600 euros netos al mes conduciría a la pérdida de 500.000 puestos de trabajo, y el ministro de Finanzas, Bruno Le Maire, afirmó que sería "una catástrofe" que resultaría en "desempleo masivo" si se implementaba, y la Comisión Europea acaba de anunciar que se reuniría para iniciar el procedimiento de déficit excesivo contra Francia. Macron denunció públicamente la postura "totalmente inmigracionista" del NFP y calificó de "completamente grotescas" las propuestas que facilitarían a las personas transgénero cambiar su estado civil permitiéndoles hacerlo en su ayuntamiento local, y su ex primera ministra Élisabeth Borne denunció la alianza como una de "wokistas separatistas que apoyan el islamismo y el comunitarismo" con un programa sin sentido y políticas económicas desastrosas.
Un tema recurrente en la campaña de Ensemble fue la disposición de sus figuras a establecer equivalencias entre el Nuevo Frente Popular y Agrupación Nacional. El 21 de junio, Macron sostuvo que, "contrariamente a lo que dicen algunos", la izquierda y RN no son "baluartes de [cada uno] otro... hay extremos que no debemos permitir que pasen". El ministro de Finanzas, Bruno Le Maire, advirtió que una victoria de la extrema derecha o de la izquierda podría causar una crisis financiera, criticando ambas plataformas económicas como "proyectos de izquierda inspirados en el marxismo". En una entrevista el 24 de junio, la ministra de Igualdad de Género, Aurore Bergé, señaló que "la mejor muralla, en particular contra el Frente Popular, no es RN, somos nosotros", y al igual que Macron, se negó a dar instrucciones de votación en la segunda vuelta en apoyo de cualquiera de los "extremos" representados por el Nuevo Frente Popular y RN antes de la primera vuelta. En un episodio de podcast publicado el mismo día, Macron advirtió que los "dos extremos" llevarían a Francia "a una guerra civil", ya sea por la xenofobia del RN o por el comunitarismo de la izquierda.
Muchos de los asesores más cercanos de Macron expresaron públicamente su consternación por su decisión de disolver la Asamblea Nacional en los días posteriores a su sorpresivo anuncio. Yaël Braun-Pivet, presidenta de la Asamblea Nacional antes de la disolución, discrepó en privado con la decisión e intentó disuadirlo, y dijo que creía que era posible una coalición. El ministro de Finanzas, Bruno Le Maire, destrozó a la camarilla de Macron en el Elíseo como "cochinillas", y su ex primer ministro Édouard Philippe, jefe del partido Horizontes dentro de la alianza Ensemble, dijo que Macron había "matado a la mayoría presidencial" con su decisión imprudente. Los diputados salientes de Ensemble expresaron su exasperación con Macron, y uno comentó que "ojalá se callara y nos dejara salir del lío en el que nos ha metido"; François Bayrou, líder del partido miembro de la alianza MoDem, consideró necesario "desmacronizar la campaña"; y los candidatos se "hartaron" de la negativa de Macron a cumplir su promesa de mantenerse al margen de la campaña.
Mientras los índices de popularidad de Macron caían a su nivel más bajo en las encuestas posteriores a la disolución, con Frédéric Dabi [fr] señalando que la mayoría de los encuestados en una encuesta de Ifop-JDD caracterizaron la decisión como "incomprensible", "irresponsable" o "irreflexiva" y el 70% en una encuesta de BVA Xsight-RTL declarando que no querían que Macron participara en la campaña. Los candidatos de conjunto mantuvieron un enfoque local, con imágenes de Macron casi totalmente ausentes de los carteles de campaña: solo uno de los 22 carteles de los ministros del gobierno presentaba su imagen. Junto con Philippe, Le Maire y el ministro del Interior Gérald Darmanin (que anunció que dejaría el gobierno si era reelegido para la Asamblea Nacional), muchos de los primeros partidarios de Macron se distanciaron de él, y se enfrentó a un creciente rechazo entre sus antiguos aliados, frustrados con sus payasadas y declaraciones públicas.

#### Los Republicanos

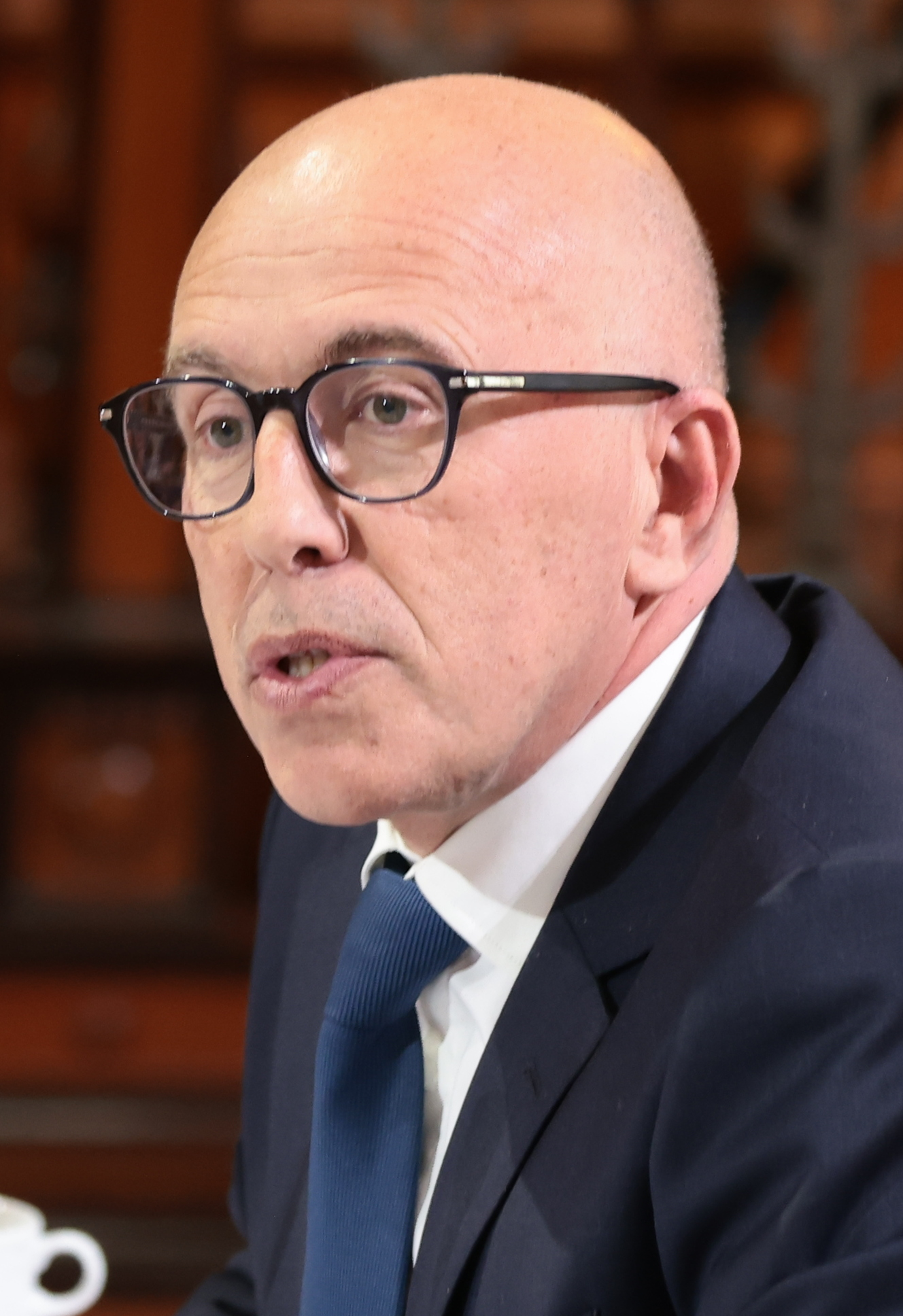
Éric Ciotti en 2023

El presidente de Los Republicanos (LR), Éric Ciotti, se pronunció a favor de una alianza con la Agrupación Nacional durante una entrevista con el canal francés TF1 el 11 de junio. Olivier Marleix, el líder del partido en la Asamblea Nacional, pidió la dimisión de Ciotti como respuesta. El 12 de junio, el comité político de Los Republicanos votó por unanimidad destituir a Ciotti como presidente y expulsarlo del partido. Sin embargo, este último rechazó la decisión, calificándola de "violación flagrante de nuestros estatutos" que era ilegal y nula. Un tribunal de París revisó la decisión el 14 de junio, en la que Ciotti fue reinstalado como líder del partido de forma interina, así como miembro del partido, a lo que siguieron dos intentos fallidos adicionales de destituirlo, mientras que la rama local de Los Republicanos en Hauts-de-Seine anunció una alianza local con Renacimiento. El 17 de junio, Ciotti consiguió un acuerdo con RN para presentar 62 candidatos (más tarde 63), ninguno de los cuales son diputados salientes de LR excepto él mismo y su aliada cercana Christelle d'Intorni, mientras que el comité nacional de investidura de LR dio a conocer candidatos en la mayoría de otros distritos electorales, incluidos todos los demás diputados en ejercicio que buscan la reelección, además de presentar candidatos contra Ciotti y d'Intorni. Debido a que Ciotti solicitó que el banco del partido exigiera su autorización para cualquier transacción, los candidatos del LR no están recibiendo ningún apoyo financiero del partido.
Sin un programa electoral nacional detallado para presentar, la mayoría de los candidatos de LR optaron por hacer campaña principalmente sobre temas relacionados con sus distritos electorales, confiar en sus fuertes raíces locales y el reconocimiento de su nombre para luchar por su supervivencia y mantener su distancia del drama que rodea a las otras tres fuerzas políticas principales y la alianza de Ciotti con el RN. Numerosos diputados en ejercicio de LR se negaron a incluir el logotipo del partido en su parafernalia electoral, se mantuvieron alejados de los medios nacionales y trataron de presentarse como independientes de cualquier partido, y Aurélien Pradié optó por describirse a sí mismo en folletos como "una voz fuerte, una voz libre", antes de anunciar que se presentaría solo bajo la etiqueta de su micropartido Du courage el 26 de junio, declarando en una entrevista con La Dépêche que "el gaullismo no está muerto, está más vivo que nunca, pero LR está muerto". Esta visibilidad reducida también fue producto de las circunstancias muy variadas de los candidatos de LR, con 63 investidos como parte de la alianza LR-RN, aproximadamente 400 investidos por el comité de investidura nacional del partido y otros 39 candidatos (incluidos 26 en ejercicio) completamente sin oposición por parte de la coalición Ensemble debido a su alineación "constructiva" con las políticas de Macron. Incluso figuras con un perfil nacional significativo como el expresidente del partido Laurent Wauquiez, amenazado por la posibilidad de una ola RN, buscó mantenerse fuera del foco nacional y se concentró en evitar ser absorbido por la tripolarización del electorado.

#### Agrupación Nacional

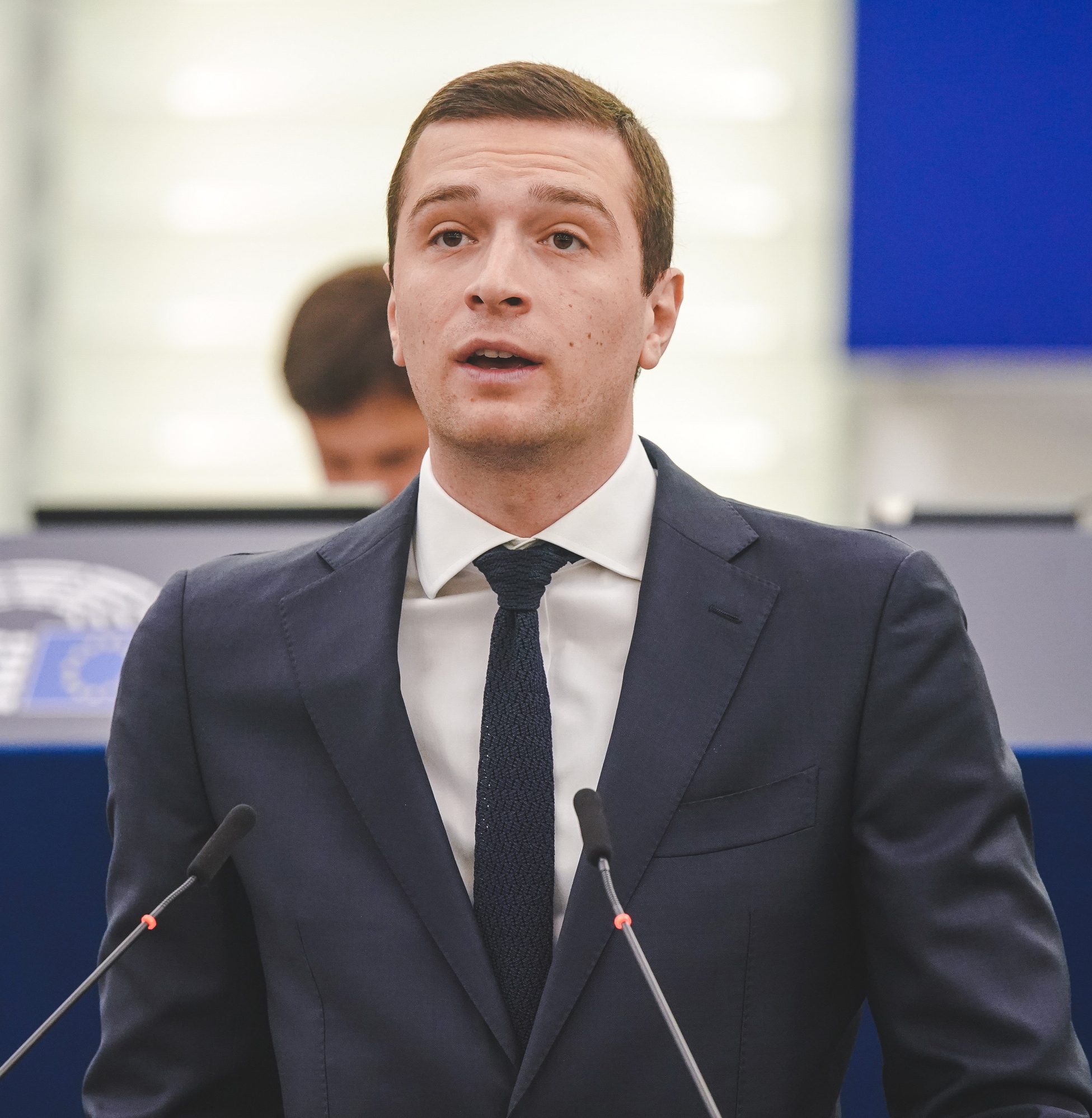
Jordan Bardella en 2022

Ocho de los 30 eurodiputados de la Agrupación Nacional (RN) recién elegidos para el Parlamento Europeo en junio de 2024 decidieron presentarse a las elecciones nacionales. Como es imposible ocupar ambos puestos, los eurodiputados que ganaron en las elecciones legislativas fueron reemplazados por otros miembros del partido que figuraban más abajo en la lista.
Marine Le Pen prometió que el RN formaría un "gobierno de unidad nacional" si ganaba las elecciones, y en una entrevista con La Voix du Nord, indicó que estaba abierta a la posibilidad de nombrar figuras de la izquierda en un gobierno dirigido por el RN. Al mismo tiempo, el líder del partido Jordan Bardella dijo que era "el único capaz de bloquear a Jean-Luc Mélenchon y bloquear a la extrema izquierda" e instó a "todas las fuerzas patrióticas de la república" a unirse y evitar que la izquierda ganara las elecciones. También se comprometió a aprobar una ley de inmigración que permitiera la deportación de "delincuentes e islamistas" y reducir los costos de la energía como primer ministro. En una entrevista con Le Monde, Le Pen confirmó que Bardella no buscaría el puesto de primer ministro en ausencia de una mayoría absoluta.
El 18 de junio, Bardella instó a los votantes a dar a su partido una "mayoría absoluta" para que pudiera gobernar de manera efectiva, al tiempo que se comprometió a reducir los impuestos a la energía del 20% al 5,5%. Bardella se comprometió a mantener los compromisos militares franceses con la OTAN y apoyar a Ucrania contra la invasión rusa, pero descartó el envío de misiles de largo alcance y otras armas que pudieran usarse para atacar territorio ruso. Aludiendo a la posibilidad de que Emmanuel Macron envíe fuerzas terrestres a Ucrania, Le Pen consideró que el título de Macron de "comandante en jefe de las fuerzas armadas" era "honorario", dada la necesidad de que tanto los jefes de Estado como los de Gobierno tomen la mayoría de las decisiones de defensa, aunque los expertos en derecho constitucional señalaron que aún se requería la aprobación del presidente para el uso de armas nucleares.
Debido a las preocupaciones por la reacción negativa del público y las inquietudes de los inversores, el RN suavizó y pospuso algunos elementos de sus propuestas económicas iniciales, incluidas las exenciones fiscales previstas para los menores de 30 años y la abolición del impuesto al valor agregado (IVA) sobre 100 productos esenciales, y las propuestas para aumentar los salarios de los maestros también se aplazaron. A pesar de las afirmaciones iniciales en sentido contrario, Bardella reafirmó el 17 de junio que el RN tenía la intención de derogar la reforma de las pensiones de 2023 y reducir la edad legal de jubilación a 60 años, pero solo para aquellos que comenzaron a trabajar antes de los 20 años. En una entrevista con Le Journal du Dimanche publicada el 22 de junio, Bardella anunció que, como primer ministro, iniciaría una auditoría presupuestaria nacional y convocaría un referéndum constitucional para garantizar reducciones en los flujos migratorios en 2027. También afirmó que no apoyaba el Frexit (salida de la UE) y aseguró que, después de su alianza, miembros de Los Republicanos (LR) apoyados conjuntamente por Éric Ciotti y el RN serían incluidos en su gobierno.
El 24 de junio, Bardella presentó oficialmente el programa del RN, que incluye medidas para introducir la pena obligatoria, poner fin a las prestaciones por hijo para los padres de menores reincidentes y condenar a los jóvenes delincuentes a penas de prisión cortas en centros educativos cerrados para niños. Confirmó que el RN sigue teniendo la intención de abolir el ius soli porque "la adquisición automática de la nacionalidad francesa ya no se justifica en un mundo de 8.000 millones de personas, [con] nuestras luchas diarias por nuestra incapacidad para integrarlos y asimilarlos que se multiplican en nuestro suelo", y expresó su deseo de "restablecer el delito de estancia ilegal" y consolidar estas propuestas en la Constitución "para hacerlas también intocables por la jurisprudencia europea o internacional" a través de un referéndum nacional. Además, declaró que examinaría "el gasto que fomenta la inmigración" y "ciertas lagunas fiscales costosas y abusivas", y que la reversión de la reforma de las pensiones de Macron se implementaría gradualmente, cambiando la edad legal de jubilación a 62 años para aquellos que hayan trabajado durante al menos 40 años. El partido está en contra de las medidas para abordar el cambio climático y proteger el medio ambiente.
Otras propuestas del RN incluían la búsqueda de incentivos para que los profesionales médicos trabajen en áreas desatendidas y para que los jubilados regresen al trabajo, reducir los impuestos a la agricultura, privatizar los medios nacionales franceses, aumentar las tasas de fertilidad al permitir que los padres reclamen a sus dos primeros hijos como parte completa en lugar de la media parte actual para los fines del cálculo del impuesto sobre la renta personal, eliminar los impuestos a la herencia para las familias de bajos ingresos, continuar sin reconocer a Palestina como un estado ya que hacerlo, en su opinión, sería "reconocer el terrorismo", imponer moratorias a nuevos parques eólicos y el cierre de instalaciones de atención médica, prohibir los productos agrícolas que estén por debajo de los estándares para los productos nacionales y garantizar que solo los nacionales franceses sean elegibles para algunos trabajos de seguridad y defensa, después de un anuncio anterior de que los nacionales con doble nacionalidad serían prohibidos en trabajos tan "sensibles" como esos. Después de las protestas provocadas por los comentarios del diputado del RN Roger Chudeau de que las personas con doble nacionalidad (específicamente Najat Vallaud-Belkacem) no deberían ocupar puestos ministeriales, Le Pen rechazó la idea de restringir los puestos ministeriales en función de la doble nacionalidad y agregó que los comentarios de Chudeau eran contrarios al programa del RN.

#### Otros partidos políticos
Marion Maréchal, candidata de extrema derecha de Reconquista en las elecciones al Parlamento Europeo anteriores, se reunió con su tía Marine Le Pen y Jordan Bardella, líderes de la Agrupación Nacional (RN), el 10 de junio para discutir una posible alianza de extrema derecha durante las elecciones legislativas. Después de la reunión, Maréchal indicó que Bardella se oponía a una alianza con Reconquista ya que su partido no quería estar afiliado con el líder del partido Reconquista, Éric Zemmour; de todos modos, anunció su apoyo al RN. El 12 de junio, Zemmour anunció que expulsaba a Maréchal del partido. El partido finalmente presentó candidatos en 330 distritos electorales, y decidió no presentar candidatos en distritos electorales donde candidatos ideológicamente similares tenían más posibilidades de ganar.
Debout la France sólo participó en 107 distritos electorales, respaldando a candidatos apoyados por el RN en otros lugares, y el líder del partido, Nicolas Dupont-Aignan, expresó su apoyo a la alianza entre Éric Ciotti y el RN.
El partido trotskista Lucha Obrera presentó candidatos en 550 distritos electorales. Otros partidos que presentaron un número de dos dígitos de candidatos, según un análisis de Le Monde, incluyen el Nuevo Partido Anticapitalista con 30 candidatos, Ecología al Centro con 23 candidatos, Nuestra Tierra con 14 candidatos y Resistamos! con 12 candidatos.El Partido Animalista, que pudo presentar candidatos en 421 distritos electorales en 2022, anunció que no intentaría presentar candidatos con tan poca antelación antes de la primera vuelta de las elecciones legislativas de 2024.

### Consecuencias de la primera vuelta

Mapa de enfrentamientos por circunscripción:

La participación en la primera vuelta de las elecciones legislativas fue muy alta, con un 66,71%. El Agrupación Nacional (RN) y sus aliados obtuvieron el 33,15% de los votos, seguidos por el Nuevo Frente Popular (NFP) con el 28,14%, Ensemble con el 21,27% y Los Republicanos y otros candidatos de derecha con el 10,22%.
Macron y sus aliados discutieron estrategias para bloquear a RN y La France Insoumise (LFI) en la segunda vuelta, aunque no tomaron decisiones firmes. Marine Tondelier (LE), Raphaël Glucksmann (PP) y otros líderes de los partidos miembros del NFP pidieron retirar candidatos para evitar que el RN ganara.
Jean-Luc Mélenchon del LFI y el Partido Comunista Francés apoyaron bloquear al RN. Los Republicanos decidieron no dar instrucciones de votación, aunque algunos miembros apoyaron a candidatos del NFP contra de RN.

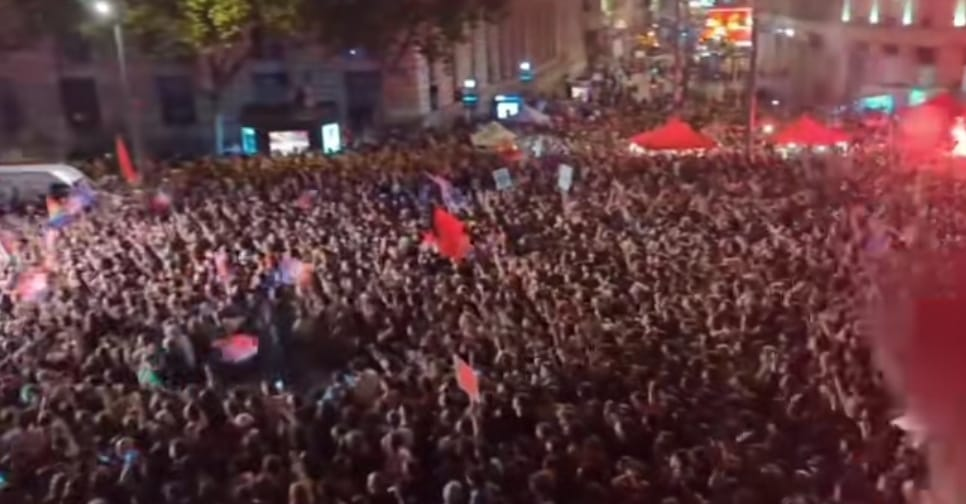
Manifestación luego de la victoria de RN en París.

Se convocaron varias manifestaciones en París para activar la participación entre los votantes del "frente republicano" para evitar la victoria de RN en varias de estas manifestaciones se coreo la frase utilizada por los antifascistas de "No Pasarán".
El candidato de Agrupación Nacional, Jordan Bardella, buscó desde la misma noche electoral mostrar al Nuevo Frente Popular como el "contrincante" a batir. Esto se vio reforzado cuando ofreció al líder de la Francia Insumisa, Jean-Luc Mélenchon, un debate electoral de cara a la segunda vuelta de las elecciones. Sin embargo, el líder de izquierda lo rechazó, considerándolo una propuesta "sin sentido", además de que no hace falta un debate entre "los dos proyectos".
Agrupación Nacional también quiso mostrar que los resultados eran un rechazo del pueblo francés, que había hablado en las urnas en contra del proyecto "destructivo" del Presidente de la República, Emmanuel Macron, y de su partido Ensemble, ya que había pasado de ser primero en las elecciones de 2022 a tercero en estas elecciones.
El Primer Ministro francés, Gabriel Attal, planteó la opción de en el caso de que Agrupación Nacional no consiguiera la mayoría absoluta en la Asamblea Nacional se podría formar un gobierno "republicano" y "demócrata" además a "sentarse alrededor de una mesa" y "asumir sus responsabilidades" de cara a un nombramiento de un Primer Ministro.
El primero de julio, Gabriel Attal mencionó como opción para la RN "una Asamblea plural", con "varios grupos políticos de derecha, de izquierda, de centro, que, proyecto a proyecto, trabajen juntos al servicio de los intereses de los franceses" y poner en práctica "una nueva gobernanza y una nueva forma de operar". Jordan Bardella rechazo este ofrecimiento de Attal además de dar a conocer que solo aceptaría ser nombrado primer ministro en caso de que su partido obtuviera la mayoría absoluta.

En la segunda vuelta, hubo 97 circunscripciones con tres candidatos y 2 con cuatro candidatos tras más de 150 candidaturas retiradas. 76 candidatos fueron elegidos directamente en la primera vuelta.
| Candidatos a segunda vuelta | Candidatos a segunda vuelta                                                                       | Candidatos a segunda vuelta                                             |
| Tipo                        | Duelos/Tria/Cua                                                                                   | Partido                                                                 |
| --------------------------- | ------------------------------------------------------------------------------------------------- | ----------------------------------------------------------------------- |
| Electos en 1.ª vuelta       | Electos en 1.ª vuelta                                                                             | RN: 39 NFP: 31 Izquierda: 2 Ensemble: 2 Centro: 2 LR: 1                 |
| Duelos (409)                | NFP vs RN: 149 Ensemble vs RN: 134 LR vs RN: 45 Ensemble vs NFP: 30 Izquierda vs RN: 10 Resto: 41 | RN: 353 NFP: 193 Ensemble: 167 LR: 51 Izquierda: 16 Centro: 7 Resto: 23 |
| Triangulares (89)           | Ensemble vs RN vs NFP: 69 LR vs RN vs NFP: 7 Resto: 13                                            | NFP: 89 RN: 86 Ensemble: 71 LR: 8 Resto: 12                             |
| Cuadrangulares (2)          | Ensemble vs RN vs NFP vs LR: 2                                                                    | NFP: 2 RN: 2 Ensemble: 2 LR: 2                                          |

### Partidos y alianzas
| Partido o Alianza | Partido o Alianza                               | Partido o Alianza                               | Partido o Alianza                               | Líder               | Ideología                    | Posición                      | Escaños | Estatus   |
| ----------------- | ----------------------------------------------- | ----------------------------------------------- | ----------------------------------------------- | ------------------- | ---------------------------- | ----------------------------- | ------- | --------- |
|                   | Ensemble                                        |                                                 | Renacimiento                                    | Stéphane Séjourné   | Socioliberalismo             | Centro                        | 249/577 | Gobierno  |
|                   | Ensemble                                        | Movimiento Demócrata                            | François Bayrou                                 | Liberalismo         | Centro a centroderecha       |                               | 249/577 | Gobierno  |
|                   | Ensemble                                        | Horizontes                                      | Édouard Philippe                                | Liberalismo         | Centroderecha                |                               | 249/577 | Gobierno  |
|                   | Ensemble                                        | Partido Radical                                 | Laurent Hénart                                  | Radicalismo         | Centro                       |                               | 249/577 | Gobierno  |
|                   | Ensemble                                        | Unión de los Demócratas e Independientes        | Hervé Marseille                                 | Centrismo           | Centro a centroderecha       |                               | 249/577 | Gobierno  |
|                   | Nuevo Frente Popular                            |                                                 | La Francia Insumisa                             | Manuel Bompard      | Socialismo democrático       | Izquierda a extrema izquierda | 149/577 | Oposición |
|                   | Nuevo Frente Popular                            | Partido Socialista                              | Olivier Faure                                   | Socialdemocracia    | Centroizquierda              |                               | 149/577 | Oposición |
|                   | Nuevo Frente Popular                            | Los Ecologistas                                 | Marine Tondelier                                | Política verde      | Centroizquierda a izquierda  |                               | 149/577 | Oposición |
|                   | Nuevo Frente Popular                            | Partido Comunista                               | Fabien Roussel                                  | Comunismo           | Izquierda                    |                               | 149/577 | Oposición |
|                   | Agrupación Nacional/Unión de la Extrema Derecha | Agrupación Nacional/Unión de la Extrema Derecha | Agrupación Nacional/Unión de la Extrema Derecha | Jordan Bardella     | Conservadurismo nacionalista | Extrema derecha               | 89/577  | Oposición |
|                   | Los Republicanos                                | Los Republicanos                                | Los Republicanos                                | Annie Genevard      | Conservadurismo social       | Derecha                       | 52/577  | Oposición |
|                   | Reconquista                                     | Reconquista                                     | Reconquista                                     | Éric Zemmour        | Conservadurismo nacionalista | Extrema derecha               | 0/577   | Oposición |
|                   | Lucha Obrera                                    | Lucha Obrera                                    | Lucha Obrera                                    | Liderazgo Colectivo | Marxismo                     | Extrema izquierda             | 0/577   | Oposición |
|                   | Otros/Independientes                            | Otros/Independientes                            | Otros/Independientes                            |                     |                              |                               | 36/577  |           |

#### Nominaciones por coaliciones electorales

Agrupación Nacional (507)     Union de Extrema Derecha (63)     Apoyo a otro candidato u otro candidato (7)
La France Insoumise (229)     Parti Socialiste (175)     Les Écologistes (92)     Parti Communiste Français (50)     Independientes y Regionalistas (31)
Renaissance     Mouvement Démocrate     Horizons     Parti Radical     Union des démocrates et indépendants     Otros

## Encuestas
| Fecha               | Fuente | Muestra | RN | NFP | ENS | UDC | REC | Otros | Ventaja |
| ------------------- | --- | --- | --- | --- | --- | --- | --- | --- | --- |
| Fecha               | Fuente | Muestra | | | | | | | Ventaja |
| Segunda Vuelta      | | | | | | | | | |
| 7 de julio de 2024  | Elecciones 2024 | - | - | - | - | - | - | - | - |
| Primera Vuelta      | | | | | | | | | |
| 30 de junio de 2024 | Elecciones 2024 | - | 33.15% | 28.14% | 21.27% | 6.57% | 0.75% | 10.14% | 5.01 |
|                     | | | | | | | | | |
| 28 de junio de 2024 | Ipsos | 10,286 | 36% | 29% | 20% | 8% | 1% | 5.5% | 7 |
| 28 de junio de 2024 | Harris Interactive | 2182 | 37% | 28% | 20% | 8% | 2% | 5% | 9 |
| 28 de junio de 2024 | Ifop | 2824 | 36.5% | 29% | 20.5% | 7% | 1.5% | 5.5% | 7.5 |
| 27 de junio de 2024 | Odoxa | 1896 | 35% | 27.5% | 21% | 9% | 1.5% | 6% | 7.5 |
| 27 de junio de 2024 | Opinion Way | 1058 | 37% | 28% | 20% | 8% | 1% | 6% | 9 |
| 27 de junio de 2024 | Elabe | 1871 | 36% | 27.5% | 20% | 9% | 1.5% | 6% | 8.5 |
| 27 de junio de 2024 | Cluster17 | 1745 | 35% | 29.5% | 20% | 9% | 1.5% | 5% | 5.5 |
| 27 de junio de 2024 | Ifop | 2823 | 36% | 29% | 21% | 6.5% | 1.5% | 6% | 7 |
| 26 de junio de 2024 | Opinion Way | 1035 | 36% | 28% | 20% | 9% | 2% | 5% | 8 |
| 26 de junio de 2024 | Harris Interactive | 2014 | 37% | 27% | 21% | 8% | 2% | 5% | 10 |
| 24 de junio de 2024 | Cluster17 | 2503 | 34.5% | 30% | 19.5% | 9% | 1.5% | 5.5% | 4.5 |
| 24 de junio de 2024 | Harris Interactive | 2325 | 37% | 27% | 20% | 9% | 2% | 5% | 10 |
| 24 de junio de 2024 | Ifop | 1843 | 36% | 29.5% | 20.5% | 7% | 1% | 6% | 6.5 |
| 21 de junio de 2024 | Elabe | 2002 | 36% | 27% | 20% | 10% | 1.5% | 5.5% | 9 |
| 20 de junio de 2024 | Ipsos | 2000 | 35.5% | 29.5% | 19.5% | 8.5% | 2% | 5% | 6 |
| 20 de junio de 2024 | Opinion Way | 1009 | 35% | 28% | 22% | 9% | 1% | 5% | 7 |
| 20 de junio de 2024 | Odoxa | 2006 | 33% | 28% | 19% | 8% | 3.5% | 8.5% | 5 |
| 20 de junio de 2024 | Harris Interactive | 2263 | 35% | 26% | 21% | 8% | 3% | 7% | 9 |
| 20 de junio de 2024 | Opinion Way | 1057 | 35% | 27% | 20% | 9% | 2% | 6% | 8 |
| 20 de junio de 2024 | Ifop | 1861 | 34% | 29% | 22% | 6% | 2% | 7% | 5 |
| 19 de junio de 2024 | Cluster17 | 2699 | 32% | 30% | 19% | 9.5% | 2.5% | 7% | 2 |
| 17 de junio de 2024 | Ifop | 1131 | 33% | 28% | 18% | 7% | 3% | 11% | 5 |
| 17 de junio de 2024 | Inicia la campaña electoral oficial para la primera vuelta                                                             | | | | | | | | |
| 14 de junio de 2024 | Ifop | 1114 | 35% | 26% | 19% | 7% | 3% | 10% | 9 |
| 14 de junio de 2024 | DLF apoya la unión de la derecha detrás de RN y renuncia a presentar candidatos en la mayoría de las circunscripciones | DLF apoya la unión de la derecha detrás de RN y renuncia a presentar candidatos en la mayoría de las circunscripciones | DLF apoya la unión de la derecha detrás de RN y renuncia a presentar candidatos en la mayoría de las circunscripciones | DLF apoya la unión de la derecha detrás de RN y renuncia a presentar candidatos en la mayoría de las circunscripciones | DLF apoya la unión de la derecha detrás de RN y renuncia a presentar candidatos en la mayoría de las circunscripciones | DLF apoya la unión de la derecha detrás de RN y renuncia a presentar candidatos en la mayoría de las circunscripciones | DLF apoya la unión de la derecha detrás de RN y renuncia a presentar candidatos en la mayoría de las circunscripciones | DLF apoya la unión de la derecha detrás de RN y renuncia a presentar candidatos en la mayoría de las circunscripciones | DLF apoya la unión de la derecha detrás de RN y renuncia a presentar candidatos en la mayoría de las circunscripciones |
| 13 de junio de 2024 | Opinion Way | 1011 | 33% | 25% | 20% | 7% | 3% | 10% | 8 |
| 13 de junio de 2024 | Cluster17 | 2800 | 29.5% | 28.5% | 18% | 7% | 3.5% | 12.5% | 1 |
| 12 de junio de 2024 | Opinion Way | 1019 | 32% | 25% | 19% | 9% | 4% | 10% | 7 |
| 12 de junio de 2024 | Elabe | 1502 | 31% | 28% | 18% | 6.5% | 4% | 12.5% | 3 |
| 11 de junio de 2024 | Ifop | 1089 | 35% | 25% | 18% | 9% | 4% | 9% | 10 |
| 10 de junio de 2024 | Opinion Way | 1095 | 33% | 23% | 18% | 8% | 5% | 13% | 10 |
| 10 de junio de 2024 | Harris-Interactive | 2744 | 34% | 22% | 19% | - | 4% | 21% | 12 |
| 10 de junio de 2024 | LFI, PS, PÉ, PCF, FGR y PRG forman una alianza de izquierda (NFP)                                                      | | | | | | | | |
| 9 de junio de 2024  | Macron disuelve la Asamblea Nacional y convoca elecciones legislativas para los días 30 de junio y 7 de julio.         | Macron disuelve la Asamblea Nacional y convoca elecciones legislativas para los días 30 de junio y 7 de julio.         | Macron disuelve la Asamblea Nacional y convoca elecciones legislativas para los días 30 de junio y 7 de julio.         | Macron disuelve la Asamblea Nacional y convoca elecciones legislativas para los días 30 de junio y 7 de julio.         | Macron disuelve la Asamblea Nacional y convoca elecciones legislativas para los días 30 de junio y 7 de julio.         | Macron disuelve la Asamblea Nacional y convoca elecciones legislativas para los días 30 de junio y 7 de julio.         | Macron disuelve la Asamblea Nacional y convoca elecciones legislativas para los días 30 de junio y 7 de julio.         | Macron disuelve la Asamblea Nacional y convoca elecciones legislativas para los días 30 de junio y 7 de julio.         | Macron disuelve la Asamblea Nacional y convoca elecciones legislativas para los días 30 de junio y 7 de julio.         |

## Participación
|  | 18.43 % |

|  | 25.90 % |

|  | 18.99 % |

|  | 26.63 % |

|  | 39.42 % |

|  | 59.39 % |

|  | 38.11 % |

|  | 59.71 % |

|  | 47.51 % |

|  | 66.71 % |

|  | 46.23 % |

|  | 66.63 % |

## Resultados

### Global
|  | 29.26 % |

|  | 32.05 % |

|  | 28.06 % |

|  | 25.68 % |

|  | 20.04 % |

|  | 23.14 % |

|  | 6.57 % |

|  | 5.41 % |

|  | 3.96 % |

|  | 5.00 % |

|  | 3.60 % |

|  | 3.59 % |

|  | 1.53 % |

|  | 1.47 % |

|  | 1.22 % |

|  | 0.65 % |

|  | 1.14 % |

|  | 0.97 % |

|  | 1.06 % |

|  | 0.75 % |

|  | 0.72 % |

|  | 0.95 % |

|  | 0.57 % |

|  | 0.14 % |

|  | 0.51 % |

|  | 0.44 % |

|  | 0.45 % |

|  | 0.14 % |

|  | 0.28 % |

|  | 0.07 % |

|  | 0.19 % |

|  | 0.09 % |

|  | 0.09 % |

|  | 0.10 % |

|  | 0.04 % |

|  | 0.04 % |

|  | 0.03 % |

|  | 0.01 % |

|  | 0.01 % |

|  | 97.41 % |

|  | 94.50 % |

|  | 1.77 % |

|  | 4.14 % |

|  | 0.81 % |

|  | 1.36 % |

|  | 66.71 % |

|  | 66.63 % |

### Electorado
| Demografía                                                          | Primera Vuelta       | Primera Vuelta       | Primera Vuelta       | Primera Vuelta       | Primera Vuelta       | Primera Vuelta       |         | Segunda Vuelta | Segunda Vuelta | Segunda Vuelta | Segunda Vuelta | Segunda Vuelta | Segunda Vuelta |
| Demografía                                                          | NFP                  | ENS                  | LR                   | RN                   | Otros                | Par.                 |         | NFP            | ENS            | LR             | RN             | Otros          | Par.           |
| ------------------------------------------------------------------- | -------------------- | -------------------- | -------------------- | -------------------- | -------------------- | -------------------- | ------- | -------------- | -------------- | -------------- | -------------- | -------------- | -------------- |
| Demografía                                                          |                      |                      |                      |                      |                      | Par.                 |         |                |                |                |                |                | Par.           |
| Voto Total                                                          | 28.1%                | 20.3%                | 10.2%                | 34.0%                | 7.4%                 | 66.7%                | 25.7%   | 23.1%          | 5.4%           | 32.1%          | 13.7%          | 66.6%          |                |
| Votación de primera vuelta en las elecciones presidenciales de 2022 |                      |                      |                      |                      |                      |                      |         |                |                |                |                |                |                |
| Jean-Luc Mélenchon                                                  | 77%                  | 3%                   | 3%                   | 9%                   | 8%                   | 72%                  |         |                |                |                |                |                |                |
| Fabien Roussel                                                      | 66%                  | 7%                   | 9%                   | 6%                   | 12%                  | 71%                  |         |                |                |                |                |                |                |
| Yannick Jadot                                                       | 61%                  | 19%                  | 7%                   | 2%                   | 11%                  | 73%                  |         |                |                |                |                |                |                |
| Anne Hidalgo                                                        | 75%                  | 10%                  | 4%                   | 3%                   | 8%                   | 70%                  |         |                |                |                |                |                |                |
| Emmanuel Macron                                                     | 14%                  | 56%                  | 15%                  | 8%                   | 7%                   | 74%                  |         |                |                |                |                |                |                |
| Valérie Pécresse                                                    | 2%                   | 24%                  | 48%                  | 21%                  | 5%                   | 78%                  |         |                |                |                |                |                |                |
| Marine Le Pen                                                       | 2%                   | 2%                   | 4%                   | 89%                  | 3%                   | 71%                  |         |                |                |                |                |                |                |
| Éric Zemmour                                                        | 0%                   | 4%                   | 9%                   | 79%                  | 8%                   | 74%                  |         |                |                |                |                |                |                |
| Nicolas Dupont-Aignan                                               | 4%                   | 5%                   | 15%                  | 61%                  | 15%                  | 63%                  |         |                |                |                |                |                |                |
| Jean Lassalle                                                       | 12%                  | 21%                  | 14%                  | 37%                  | 16%                  | 48%                  |         |                |                |                |                |                |                |
| Votación partidista en las elecciones al Parlamento Europeo de 2024 |                      |                      |                      |                      |                      |                      |         |                |                |                |                |                |                |
| LFI                                                                 | 94%                  | 0%                   | 1%                   | 2%                   | 3%                   | 77%                  |         |                |                |                |                |                |                |
| LE                                                                  | 67%                  | 16%                  | 5%                   | 1%                   | 11%                  | 75%                  |         |                |                |                |                |                |                |
| PS/PP                                                               | 67%                  | 17%                  | 5%                   | 2%                   | 9%                   | 81%                  |         |                |                |                |                |                |                |
| ENS                                                                 | 3%                   | 76%                  | 13%                  | 1%                   | 7%                   | 83%                  |         |                |                |                |                |                |                |
| LR                                                                  | 1%                   | 28%                  | 55%                  | 11%                  | 5%                   | 76%                  |         |                |                |                |                |                |                |
| RN                                                                  | 1%                   | 2%                   | 4%                   | 91%                  | 2%                   | 74%                  |         |                |                |                |                |                |                |
| REC                                                                 | 1%                   | 5%                   | 9%                   | 72%                  | 13%                  | 75%                  |         |                |                |                |                |                |                |
| Afiliación a partidos políticos                                     |                      |                      |                      |                      |                      |                      |         |                |                |                |                |                |                |
| LFI                                                                 | 96%                  | 0%                   | 1%                   | 0%                   | 3%                   | 70%                  |         |                |                |                |                |                |                |
| PCF                                                                 | 68%                  | 2%                   | 10%                  | 6%                   | 14%                  | 68%                  |         |                |                |                |                |                |                |
| PS/PP                                                               | 73%                  | 12%                  | 4%                   | 3%                   | 8%                   | 74%                  |         |                |                |                |                |                |                |
| LE                                                                  | 75%                  | 11%                  | 3%                   | 1%                   | 10%                  | 66%                  |         |                |                |                |                |                |                |
| LFI/LE/PS/PP Total                                                  | 79%                  | 8%                   | 3%                   | 2%                   | 8%                   | 70%                  |         |                |                |                |                |                |                |
| ENS                                                                 | 3%                   | 74%                  | 14%                  | 2%                   | 7%                   | 76%                  |         |                |                |                |                |                |                |
| LR                                                                  | 1%                   | 19%                  | 49%                  | 28%                  | 3%                   | 75%                  |         |                |                |                |                |                |                |
| RN                                                                  | 1%                   | 1%                   | 1%                   | 95%                  | 2%                   | 71%                  |         |                |                |                |                |                |                |
| REC                                                                 | %                    | 2%                   | 6%                   | 76%                  | 15%                  | 76%                  |         |                |                |                |                |                |                |
| Ninguno                                                             | 21%                  | 24%                  | 14%                  | 30%                  | 11%                  | 49%                  |         |                |                |                |                |                |                |
| Momento de elección del voto                                        |                      |                      |                      |                      |                      |                      |         |                |                |                |                |                |                |
| En las últimas semanas                                              | 30%                  | 18%                  | 6%                   | 41%                  | 5%                   | –                    |         |                |                |                |                |                |                |
| En los últimos días                                                 | 27%                  | 26%                  | 18%                  | 18%                  | 11%                  | –                    |         |                |                |                |                |                |                |
| En el último momento                                                | 18%                  | 23%                  | 20%                  | 21%                  | 18%                  | –                    |         |                |                |                |                |                |                |
| Satisfacción con Emmanuel Macron                                    |                      |                      |                      |                      |                      |                      |         |                |                |                |                |                |                |
| Muy satisfecho/a                                                    | 10%                  | 50%                  | 17%                  | 11%                  | 12%                  | 54%                  |         |                |                |                |                |                |                |
| Bastante satisfecho/a                                               | 13%                  | 56%                  | 15%                  | 9%                   | 7%                   | 63%                  |         |                |                |                |                |                |                |
| Más bien no satisfecho/a                                            | 36%                  | 18%                  | 12%                  | 27%                  | 7%                   | 64%                  |         |                |                |                |                |                |                |
| No satisfecho en absoluto/a                                         | 32%                  | 2%                   | 6%                   | 53%                  | 7%                   | 70%                  |         |                |                |                |                |                |                |
| Subtotal satisfecho/a                                               | 13%                  | 55%                  | 15%                  | 9%                   | 8%                   | 62%                  |         |                |                |                |                |                |                |
| Subtotal no satisfecho/a                                            | 33%                  | 9%                   | 9%                   | 42%                  | 7%                   | 67%                  |         |                |                |                |                |                |                |
| Sexo                                                                |                      |                      |                      |                      |                      |                      |         |                |                |                |                |                |                |
| Hombre                                                              | 27%                  | 19%                  | 10%                  | 36%                  | 8%                   | 66%                  |         |                |                |                |                |                |                |
| Mujer                                                               | 29%                  | 21%                  | 11%                  | 32%                  | 7%                   | 65%                  |         |                |                |                |                |                |                |
| Edad                                                                |                      |                      |                      |                      |                      |                      |         |                |                |                |                |                |                |
| 18-24 años                                                          | 48%                  | 9%                   | 4%                   | 33%                  | 6%                   | 57%                  |         |                |                |                |                |                |                |
| 25-34 años                                                          | 38%                  | 13%                  | 8%                   | 32%                  | 9%                   | 51%                  |         |                |                |                |                |                |                |
| 35–49 años                                                          | 31%                  | 17%                  | 9%                   | 36%                  | 7%                   | 61%                  |         |                |                |                |                |                |                |
| 50-59 años                                                          | 25%                  | 18%                  | 10%                  | 40%                  | 7%                   | 66%                  |         |                |                |                |                |                |                |
| 60–69 años                                                          | 24%                  | 21%                  | 11%                  | 35%                  | 9%                   | 74%                  |         |                |                |                |                |                |                |
| 70 o más                                                            | 18%                  | 32%                  | 14%                  | 29%                  | 7%                   | 80%                  |         |                |                |                |                |                |                |
| Clasificación sociolaboral                                          |                      |                      |                      |                      |                      |                      |         |                |                |                |                |                |                |
| Gerente/profesional                                                 | 34%                  | 26%                  | 11%                  | 21%                  | 8%                   | 65%                  |         |                |                |                |                |                |                |
| Ocupación intermedia                                                | 35%                  | 18%                  | 8%                   | 31%                  | 8%                   | 62%                  |         |                |                |                |                |                |                |
| Trabajador de cuello blanco                                         | 30%                  | 12%                  | 8%                   | 44%                  | 6%                   | 58%                  |         |                |                |                |                |                |                |
| Trabajador de cuello azul                                           | 21%                  | 7%                   | 6%                   | 57%                  | 9%                   | 54%                  |         |                |                |                |                |                |                |
| Jubilado                                                            | 20%                  | 29%                  | 13%                  | 31%                  | 7%                   | 79%                  |         |                |                |                |                |                |                |
| (Jubilado, profesión superior)                                      | 21%                  | 32%                  | 15%                  | 25%                  | 7%                   | 84%                  |         |                |                |                |                |                |                |
| (Jubilado, profesión inferior)                                      | 18%                  | 26%                  | 12%                  | 36%                  | 8%                   | 75%                  |         |                |                |                |                |                |                |
| Estado de Empleo                                                    |                      |                      |                      |                      |                      |                      |         |                |                |                |                |                |                |
| Empleado                                                            | 30%                  | 16%                  | 9%                   | 37%                  | 8%                   | 59%                  |         |                |                |                |                |                |                |
| (Empleado privado)                                                  | 27%                  | 17%                  | 9%                   | 40%                  | 7%                   | 57%                  |         |                |                |                |                |                |                |
| (Empleado público)                                                  | 35%                  | 16%                  | 8%                   | 33%                  | 8%                   | 63%                  |         |                |                |                |                |                |                |
| Trabajadores por cuenta propia                                      | 32%                  | 21%                  | 10%                  | 28%                  | 9%                   | 65%                  |         |                |                |                |                |                |                |
| Desempleados                                                        | 37%                  | 7%                   | 5%                   | 40%                  | 11%                  | 61%                  |         |                |                |                |                |                |                |
| Educación                                                           |                      |                      |                      |                      |                      |                      |         |                |                |                |                |                |                |
| Menos que bachillerato                                              | 17%                  | 17%                  | 10%                  | 49%                  | 7%                   | 67%                  |         |                |                |                |                |                |                |
| Bachillerato                                                        | 26%                  | 19%                  | 8%                   | 38%                  | 9%                   | 66%                  |         |                |                |                |                |                |                |
| Educación superior                                                  | 28%                  | 22%                  | 11%                  | 32%                  | 7%                   | 63%                  |         |                |                |                |                |                |                |
| Máster/doctorado                                                    | 37%                  | 22%                  | 12%                  | 22%                  | 7%                   | 67%                  |         |                |                |                |                |                |                |
| Ingresos mensuales del hogar                                        |                      |                      |                      |                      |                      |                      |         |                |                |                |                |                |                |
| Menos de 1.250€                                                     | 35%                  | 12%                  | 8%                   | 38%                  | 7%                   | 57%                  |         |                |                |                |                |                |                |
| 1.250€ a 2.000€                                                     | 33%                  | 15%                  | 7%                   | 36%                  | 9%                   | 62%                  |         |                |                |                |                |                |                |
| 2.000€ a 3.000€                                                     | 26%                  | 22%                  | 9%                   | 35%                  | 8%                   | 67%                  |         |                |                |                |                |                |                |
| Más de 3.000€                                                       | 26%                  | 23%                  | 12%                  | 32%                  | 7%                   | 69%                  |         |                |                |                |                |                |                |
| Aglomeración                                                        |                      |                      |                      |                      |                      |                      |         |                |                |                |                |                |                |
| Menos de 2.000 habitantes                                           | 23%                  | 19%                  | 10%                  | 40%                  | 8%                   | 67%                  |         |                |                |                |                |                |                |
| 2.000 a 9.999 habitantes                                            | 25%                  | 19%                  | 10%                  | 39%                  | 7%                   | 68%                  |         |                |                |                |                |                |                |
| 10.000 a 49.000 habitantes                                          | 26%                  | 23%                  | 10%                  | 36%                  | 5%                   | 64%                  |         |                |                |                |                |                |                |
| 50.000 a 199.999 habitantes                                         | 25%                  | 20%                  | 13%                  | 34%                  | 8%                   | 65%                  |         |                |                |                |                |                |                |
| 200.000 o más habitantes                                            | 33%                  | 21%                  | 10%                  | 28%                  | 8%                   | 65%                  |         |                |                |                |                |                |                |
| Religión                                                            |                      |                      |                      |                      |                      |                      |         |                |                |                |                |                |                |
| Católico                                                            | 16%                  | 23%                  | 13%                  | 41%                  | 7%                   | 69%                  |         |                |                |                |                |                |                |
| (Practicante habitual)                                              | 13%                  | 21%                  | 20%                  | 37%                  | 9%                   | 62%                  |         |                |                |                |                |                |                |
| (Practicante ocasional)                                             | 14%                  | 22%                  | 16%                  | 40%                  | 8%                   | 70%                  |         |                |                |                |                |                |                |
| (No practicante)                                                    | 18%                  | 23%                  | 11%                  | 41%                  | 7%                   | 69%                  |         |                |                |                |                |                |                |
| Otra religión                                                       | 34%                  | 11%                  | 5%                   | 39%                  | 11%                  | 52%                  |         |                |                |                |                |                |                |
| Ninguna                                                             | 39%                  | 18%                  | 7%                   | 28%                  | 8%                   | 65%                  |         |                |                |                |                |                |                |
| Satisfacción de vida                                                |                      |                      |                      |                      |                      |                      |         |                |                |                |                |                |                |
| Muy satisfecho                                                      | 32%                  | 30%                  | 14%                  | 15%                  | 9%                   | 58%                  |         |                |                |                |                |                |                |
| Bastante satisfecho                                                 | 28%                  | 25%                  | 11%                  | 28%                  | 8%                   | 68%                  |         |                |                |                |                |                |                |
| Más bien no satisfecho                                              | 29%                  | 10%                  | 8%                   | 47%                  | 6%                   | 64%                  |         |                |                |                |                |                |                |
| Nada satisfecho                                                     | 23%                  | 4%                   | 4%                   | 61%                  | 8%                   | 66%                  |         |                |                |                |                |                |                |
| Subtotal satisfecho                                                 | 28%                  | 25%                  | 12%                  | 27%                  | 8%                   | 67%                  |         |                |                |                |                |                |                |
| Subtotal no satisfecho                                              | 27%                  | 9%                   | 7%                   | 50%                  | 7%                   | 64%                  |         |                |                |                |                |                |                |
| Trasfondo social                                                    |                      |                      |                      |                      |                      |                      |         |                |                |                |                |                |                |
| Perjudicado                                                         | 29%                  | 6%                   | 5%                   | 54%                  | 6%                   | 60%                  |         |                |                |                |                |                |                |
| Clase obrera                                                        | 35%                  | 12%                  | 7%                   | 38%                  | 8%                   | 60%                  |         |                |                |                |                |                |                |
| Clase media baja                                                    | 26%                  | 20%                  | 10%                  | 36%                  | 8%                   | 67%                  |         |                |                |                |                |                |                |
| Clase media alta                                                    | 27%                  | 28%                  | 14%                  | 25%                  | 6%                   | 71%                  |         |                |                |                |                |                |                |
| Clase alta                                                          | 28%                  | 27%                  | 18%                  | 21%                  | 6%                   | 57%                  |         |                |                |                |                |                |                |
| Situación financiera                                                |                      |                      |                      |                      |                      |                      |         |                |                |                |                |                |                |
| Ahorra mucho                                                        | 27%                  | 30%                  | 18%                  | 17%                  | 8%                   | 54%                  |         |                |                |                |                |                |                |
| Ahorra un poco                                                      | 28%                  | 25%                  | 12%                  | 27%                  | 8%                   | 68%                  |         |                |                |                |                |                |                |
| Casi cubre el presupuesto                                           | 28%                  | 15%                  | 9%                   | 41%                  | 7%                   | 65%                  |         |                |                |                |                |                |                |
| Vive de ahorros/Endeudado                                           | 29%                  | 10%                  | 7%                   | 46%                  | 8%                   | 64%                  |         |                |                |                |                |                |                |
| Demografía                                                          |                      |                      |                      |                      |                      | Par.                 |         |                |                |                |                | Par.           |                |
| Demografía                                                          | NFP                  | ENS                  | LR                   | AN                   | Otros                | Par.                 | NFP     | ENS            | LR             | AN             | Otros          | Par.           |                |
| Fuente: Ipsos France                                                | Fuente: Ipsos France | Fuente: Ipsos France | Fuente: Ipsos France | Fuente: Ipsos France | Fuente: Ipsos France | Fuente: Ipsos France | Fuente: | Fuente:        | Fuente:        | Fuente:        | Fuente:        | Fuente:        |                |